# Oberweser

Lage von Oberweser im Landkreis Kassel

Wappen der Gemeinde bis 2019

Oberweser war eine Gemeinde im Landkreis Kassel in Hessen, die von 1971 bis 2019 existierte. Sie fusionierte mit ihrer Nachbargemeinde Wahlsburg zur Gemeinde Wesertal.

## Geographie
Oberweser lag im äußersten Norden von Nordhessen zwischen dem Solling (im Norden), dem Höhenzug Kiffing (im Osten), dem Bramwald (im Südosten) und dem Reinhardswald (im Westen). Die Gemeinde befand sich am Oberlauf der Weser zu beiden Seiten des Flusses zwischen Hann. Münden und Bad Karlshafen. Auf einer Fläche von 41,16 km² lebten 3158 Einwohner (Stand: 31. Dezember 2018).

### Nachbargemeinden
Oberweser grenzte im Norden an die Gemeinde Wahlsburg (Landkreis Kassel in Hessen), im Osten an die Gemeinde Uslar (Landkreis Northeim in Niedersachsen), im Südosten an den Flecken Adelebsen (Landkreis Göttingen in Niedersachsen) sowie an die zu Uslar gehörende Exklave Fürstenhagen, im Süden an die Stadt Hann. Münden (Landkreis Göttingen) sowie im Westen an das gemeindefreie Gebiet Gutsbezirk Reinhardswald (Landkreis Kassel). Außerdem grenzt die Gemeinde durch ihre Exklave Gewissenruh an die Gemeinde Bodenfelde (Landkreis Northeim in Niedersachsen).

### Gemeindegliederung

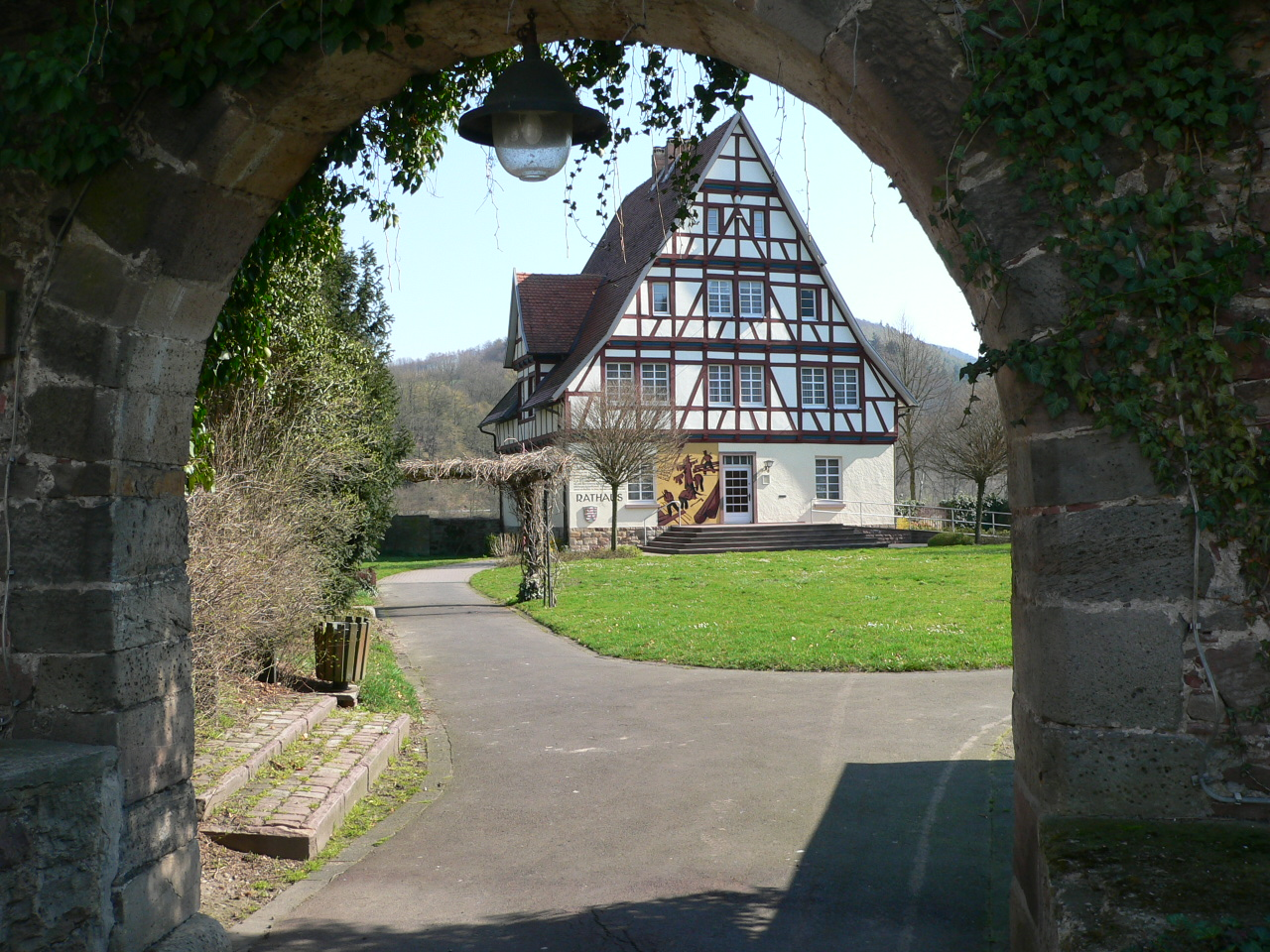
Rathaus von Oberweser in Gieselwerder

Die Gemeinde Oberweser bestand aus den Ortsteilen Arenborn, Gewissenruh, Gieselwerder, Gottstreu, Heisebeck und Oedelsheim. Der Sitz der Gemeindeverwaltung war Gieselwerder.

## Geschichte
Gewissenruh und Gottstreu sind Waldensersiedlungen, die beide von Landgraf Karl von Hessen-Kassel im Jahre 1722 als französische Kolonie mit je 12 Familien angelegt wurden. Oedelsheim wurde 1084 erstmals urkundlich erwähnt, die drei anderen Orte folgten bis zum 13. Jahrhundert. Es gilt jedoch als sicher, dass sie zwischen 400 und 800 n. Chr. entstanden sind.

### Gemeindebildung 1971
Im Zuge der Gebietsreform in Hessen fusionierten am 1. Februar 1971 die bis dahin selbständigen Gemeinden Arenborn, Gewissenruh, Gieselwerder, Gottstreu und Oedelsheim freiwillig zur neuen Gemeinde Oberweser. Am 1. August 1972 kam noch kraft Landesgesetz Heisebeck hinzu. Sitz der Gemeindeverwaltung wurde Gieselwerder.

### Fusion mit Wahlsburg
Am 28. Oktober 2018, parallel zur hessischen Landtagswahl, stimmte eine Mehrheit der Bürger von Oberweser im Rahmen eines Bürgerentscheids für die Fusion mit der Nachbargemeinde Wahlsburg zu einer neuen Gemeinde Wesertal. Die Bürger von Wahlsburg stimmten in einem parallel stattfindenden Bürgerentscheid ebenfalls für den Zusammenschluss. Die Fusion fand zum 1. Januar 2020 statt.

## Bevölkerung

### Einwohnerstruktur 2011
Nach den Erhebungen des Zensus 2011 lebten am Stichtag dem 9. Mai 2011 in Oberweser 3343 Einwohner. Darunter waren 42 (1,3 %) Ausländer. Nach dem Lebensalter waren 55 Einwohner unter 18 Jahren, 1236 zwischen 18 und 49, 768 zwischen 50 und 64 und 763 Einwohner waren älter. Die Einwohner lebten in 1467 Haushalten. Davon waren 366 Singlehaushalte, 423 Paare ohne Kinder und 507 Paare mit Kindern, sowie 153 Alleinerziehende und 21 Wohngemeinschaften. In 291 Haushalten lebten ausschließlich Senioren und in 903 Haushaltungen lebten keine Senioren.

### Einwohnerentwicklung
| Oberweser: Einwohnerzahlen von 1973 bis 2015                        | Oberweser: Einwohnerzahlen von 1973 bis 2015 | Oberweser: Einwohnerzahlen von 1973 bis 2015 | Oberweser: Einwohnerzahlen von 1973 bis 2015 | Oberweser: Einwohnerzahlen von 1973 bis 2015 |
| ------------------------------------------------------------------- | -------------------------------------------- | -------------------------------------------- | -------------------------------------------- | -------------------------------------------- |
| Jahr                                                                |                                              |                                              |                                              | Einwohner                                    |
| 1973                                                                | 1973                                         |                                              | 3.793                                        | 3.793                                        |
| 1975                                                                | 1975                                         |                                              | 3.732                                        | 3.732                                        |
| 1980                                                                | 1980                                         |                                              | 3.546                                        | 3.546                                        |
| 1985                                                                | 1985                                         |                                              | 3.486                                        | 3.486                                        |
| 1990                                                                | 1990                                         |                                              | 3.752                                        | 3.752                                        |
| 1995                                                                | 1995                                         |                                              | 3.862                                        | 3.862                                        |
| 2000                                                                | 2000                                         |                                              | 3.788                                        | 3.788                                        |
| 2005                                                                | 2005                                         |                                              | 3.595                                        | 3.595                                        |
| 2010                                                                | 2010                                         |                                              | 3.336                                        | 3.336                                        |
| 2011                                                                | 2011                                         |                                              | 3.343                                        | 3.343                                        |
| 2015                                                                | 2015                                         |                                              | 3.269                                        | 3.269                                        |
| Quelle(n): Hessisches Statistisches Informationssystem; Zensus 2011 |                                              |                                              |                                              |                                              |

### Religionszugehörigkeit
| • 1987: | 3024 evangelische (= 83,4 %), 409 katholische (= 11,3 %), 192 sonstige (= 5,3 %) Einwohner |
| • 2011: | 2507 evangelische (= 75,0 %), 289 katholische (= 8,6 %), 547 sonstige (= 16,4 %) Einwohner |

## Politik

### Gemeindevertretung
Die letzte Kommunalwahl fand am 6. März 2016 statt, nach der Fusion von Oberweser zu Wesertal gibt es seit der Kommunalwahl am 14. März 2021 nur eine Gemeindevertretung in Wesertal.
Die Wahlergebnis bis 2016 sind hier aufgelistet:
| Parteien und Wählergemeinschaften | Parteien und Wählergemeinschaften           | % 2016 | Sitze 2016 | % 2011 | Sitze 2011 | % 2006 | Sitze 2006 | % 2001 | Sitze 2001 |
| SPD                               | Sozialdemokratische Partei Deutschlands     | 57,7   | 13         | 59,6   | 14         | 57,6   | 13         | 54,7   | 12         |
| UWG                               | Unabhängige Wähler-Gemeinschaft             | 26,9   | 6          | 22,1   | 5          | 20,9   | 5          | 17,0   | 4          |
| CDU                               | Christlich Demokratische Union Deutschlands | 15,4   | 4          | 18,3   | 4          | 21,4   | 5          | 20,6   | 5          |
| FDP                               | Freie Demokratische Partei                  | —      | —          | —      | —          | —      | —          | 7,7    | 2          |
| Gesamt                            | Gesamt                                      | 100,0  | 23         | 100,0  | 23         | 100,0  | 23         | 100,0  | 23         |
| Wahlbeteiligung in %              | Wahlbeteiligung in %                        | 54,3   | 54,3       | 53,3   | 53,3       | 53,8   | 53,8       | 75,0   | 75,0       |

### Bürgermeister
Nach der hessischen Kommunalverfassung war der Bürgermeister Vorsitzender des Gemeindevorstands, dem in der Gemeinde Oberweser neben dem Bürgermeister und dem hauptamtlichen Ersten Beigeordneten zehn ehrenamtliche Beigeordnete angehörten. Seit dem Jahr 1993 werden in Hessen die Bürgermeister für sechs Jahre direkt gewählt.
Letzter Bürgermeister war seit 1. November 2016 Cornelius Turrey (SPD). Seine direkt gewählten Amtsvorgänger waren:
- 2001 bis 2016 Rüdiger Henne (SPD)[15]
- 1995 bis 2001 Roland Henne (SPD)

### Partnerschaft
Oberweser unterhielt seit 1995 partnerschaftliche Beziehungen zu Adony im ungarischen Komitat Fejér.

## Kultur und Sehenswürdigkeiten
In Oberweser waren über 50 lokale Vereine tätig.
Mit dem Gestiefelten Kater aus Oedelsheim und Schneewittchen und die sieben Zwerge aus Gieselwerder war Oberweser Teil der Deutschen Märchenstraße. In Gieselwerder liegt das Freilichtmuseum Mühlenplatz, das Miniaturnachbauten historischer Gebäude zeigt.
Das Webereimuseum liegt in einem Fachwerkhaus von 1723, am Steinweg 2. Das Haus wird Kleiner Schneider genannt. Das niederdeutsche Hallenhaus ist ein sogenanntes Diemelsächsisches Bauernhaus, eine Form des niederdeutschen Einhauses. Typisch ist das Deelentor (oder Dielentor, ein großes Eingangstor eines Dielenhauses), welches mit Ornamenten und Schrift verziert ist. Von der Durchfahrtstenne gehen Ställe und Wohnräume ab. Die Giebelfassade wurde aufwändig restauriert. Seit April 2019 ist das Haus zur Besichtigung geöffnet.
Als weiteres Museum ist das Schiffermuseum Gieselwerder zu nennen.
In einem Fachwerkwohnhaus von 1656 hat Oedelsheim ein Dorf-Museum.

## Verkehr
Am linken Weserufer führte die Bundesstraße 80 durch Oberweser, am rechten Weserufer die Landesstraße 561, beide verbunden durch die Landesstraße 763 mit einer Weserbrücke bei Gieselwerder.